# Ricardo Perdomo
Ricardo Javier Perdomo Moreira (* 3. Juli 1960 in Puntas de Valdéz; † 12. August 2022) war ein uruguayischer Fußballspieler. Der Mittelfeldspieler bestritt sechs Länderspiele für die Nationalmannschaft.

## Karriere

### Verein
Ricardo Perdomo begann seine Profikarriere 1980 beim Club Nacional. Er war ein wichtiger Teil des Teams, das 1983 die uruguayische Meisterschaft gewann. 1984 gewann er die Copa Ciudad de Montevideo und erzielte ein Tor im Finale gegen Boca Juniors.
1985 wechselte er zu Rayo Vallecano in Spaniens Segunda División, wo er zwei Jahre spielte. Danach kehrte er nach Südamerika zurück und lief für Deportivo Mandiyú in Argentinien auf. 1992 nahm der Mittelfeldspieler das Angebot von Unión Española an, wo er ein wichtiger Bestandteil der Mannschaft war. Mit dem Klub spanischer Einwanderer gewann er zweimal die Copa Chile und erreichte das Viertelfinale der Copa Libertadores 1994. Mit Ausnahme des kurzen Aufenthalts bei River Plate Montevideo spielte er bis 1997 beim Hauptstadtklub. 1997 wechselte Perdomo dann zum Ligarivalen CD Palestino und war zuletzt 1998 bei den Rampla Juniors in seiner Heimat aktiv.

### Nationalmannschaft
Ricardo Perdomo bestritt für die Nationalmannschaft zwischen 1984 und 1985 sechs Länderspiele. Sein Debüt gab er im Freundschaftsspiel gegen England. Für die Weltmeisterschaft 1986 stand Perdomo in der Vorauswahl, wurde aber wegen einer Verletzung nicht mehr berücksichtigt.

### Trainer
Nach seinem Rücktritt als Fußballspieler arbeitete er als Fußballtrainer. Perdomo begann in den Jugendabteilungen von Club Nacional und wurde 2006 erstmals Cheftrainer beim CA Atenas. Im November 2007 wurde er Trainer von Miramar Misiones, wurde aber nach drei Niederlagen in den ersten drei Spielen der Clausura 2007/08 wieder entlassen. Im Oktober 2009 wurde er Trainer von Plaza Colonia, blieb jedoch nur bis Dezember desselben Jahres im Amt.

## Erfolge
Club Nacional
- Uruguayischer Meister: 1980, 1983

Unión Española
- Chilenischer Pokalsieger: 1992, 1993